# Uniunea Democratică a Vlahilor din Macedonia
Uniunea Democratică a Vlahilor din Macedonia, menționată uneori și Uniunea Democrată a Aromânilor din Macedonia, (acronim DSVM ; în macedoneană Демократски сојуз на Власите од Македонија, transliterat: Demokratski Sojuz na Vlasite od Makedonija, acronim ДСВМ; în aromână Unia Democratã a Armãnjlor dit Machidunii, acronim UDAM) este unul dintre cele două partide politice⁠(d) din Macedonia de Nord care reprezintă minoritatea aromână din această țară⁠(d), celălalt fiind Partidul Vlahilor din Macedonia (PVM). Președintele DSVM este Nikola Babovski (în aromână Nicola Babovschi, Nico Babovschi). Această organizație a fost fondată în anul 2002.
Aromânii sunt un grup etnic balcanic vorbitor al unei limbi romanice, care trăiește în mai multe țări din regiune, inclusiv în Macedonia de Nord. Comunitatea aromânilor din Macedonia de Nord, cunoscuți oficial ca „vlahi”, cuprinde aproximativ 9.695 de persoane, conform recensământului macedonean din 2002. Cu toate acestea, există opinii, susținute de DSVM, că ar fi, de fapt, peste 80.000 de aromâni.
DSVM are o relevanță politică redusă și nu dispune de un site oficial pe Internet. Informațiile cu privire la membrii, conducerea și structura sa sunt, de asemenea, limitate. Această organizație a făcut parte timp de mai mulți din coaliții electorale: la început din coaliția „Za Makedonija zaedno⁠(d)” („Împreună pentru Macedonia”), care a participat la alegerile parlamentare din 2002⁠(d) și 2006⁠(d), iar în ultima vreme din coaliția „Mojeme” („Putem”), condusă de Uniunea Social-Democrată din Macedonia⁠(d) (SDSM). Cu toate acestea, DSVM nu a fost niciodată reprezentată direct în parlament.
În 2021, cu ocazia Zilei Naționale a Aromânilor, sărbătorită în fiecare an la 23 mai, DSVM și alte organizații aromâne din Macedonia de Nord, inclusiv PVM prin intermediul unui reprezentant al său, s-au întâlnit cu președintele Macedoniei de Nord⁠(d), Stevo Pendarovski, și au solicitat o circumscripție cu locuri garantate în Parlamentul Macedoniei de Nord pentru reprezentanții minorității aromâne din această țară. Discuțiile purtate cu acel prilej au vizat, de asemenea, situația minorității aromâne din Macedonia de Nord și progresele înregistrate până atunci în ceea ce privește asigurarea drepturilor minorității⁠(d).

## Vezi si
- Partidul Vlahilor din Macedonia, celălalt partid politic aromân din Macedonia de Nord
- Alianța pentru Egalitate și Justiție Europeană, singurul partid politic aromân din afara Macedoniei de Nord